# Luis Foglietti
Luis Foglietti Alberola (Alicante, 8 de octubre de 1877 — Madrid, 25 de mayo de 1918) fue un músico español y reconocido compositor de zarzuelas.

## Biografía
Hijo de Juan Foglietti Piquer, Luis Foglietti Alberola fue un compositor precoz, autor a los 11 años de piezas de salón y que con 16 estrenó dos zarzuelas en teatros de Alicante. Alumno del Real Conservatorio de Madrid, entre 1902 y 1905, con 24 años, fue director musical del Teatro de la Zarzuela de Madrid, y más tarde en otros teatros, entre ellos del Teatro Apolo. También compuso canciones, como otros maestros contemporáneos (Penella o Guerrero). Autor de gran número de obras —más de 100 títulos—, casi siempre en colaboración (con Vicente Lleó, Apolinar Brull, Arturo Saco del Valle, Pablo Luna y Rafael Calleja). Se consideran sus grandes éxitos El club de las solteras (1909), La pajarera nacional (1909), El capricho de las damas (1915), Serafín el pinturero o Contra el querer no hay Razones (1916), El abanico de la Pompadour (1917). Algunos estudios consideran a Foglietti como uno de los responsables de la evolución del género chico al music-hall o revista musical, de fondo intrascendente y una música despreocupada y hedonista.
En su recuerdo, la ciudad de Alicante en julio de 1918 le dedicó una plaza con su nombre.

## Obras
- 1903

El Fromocomoscop (Eduardo Guerra Arderius)
Gorón (Agustín Pérez Soriano)
- 1904

El Beso de San Silvestre
La Buena moza (Prudencio Muñoz López)
El Organista de Móstoles
La Penca de Viznacas (Prudencio Muñoz López)
- 1905

La Tirana (Eduardo Guerra Arderius)
Academia modelo (Pascual Marquina)
El Capitán Robinsón (Eduardo Fuentes)
El Doctor maravilloso (Manuel Quislant)
Las Marimoñas (Eduardo Fuentes)
La Reina del couplet
- 1906

El Ramadán (Agustín Pérez Soriano)
- 1907

La Gran noche
Tupinamba (Vicente Lleó)
La Vida alegre
Casta y pura
La Conquista del marido
Las Doce de la noche
La Feliz pareja
- 1908

Biscuit glacé
Los Cuatro trapos (Arturo Escobar)
El Garrotín
Granito de sal
Las Lindas paraguayas (Jesús Aroca)
La Mujer española
La Regadera (Vicente Lleó)
El Pecado venial (Miguel Asensi Martín)
- 1909

El Club de las solteras (Pablo Luna)
Ése es mi hermanito
La Pajarera nacional (Pedro Córdoba)
Los Cabezudos (Pascual Marquina)
- 1910

Colgar los hábitos (Vicente Lleó)
Huelga de criadas (Pablo Luna)
La Neurastenia de Satanás (Arturo Saco del Valle)
El Que paga descansa
- 1911

La Montaña de oro (Enrique Bru)
- 1912

El Baile de la flor (Tomás Barrera)
El País de la machicha
El Arroyo (Quinito Valverde)
El Banderín de la 4ª (Pascual Marquina)
Milagros del amor (Enrique Bru)
- 1913

Los Apaches en París (Quinito Valverde)
De padre y muy señor mío
El Niño castizo (Pascual Marquina)
Las Píldoras de Hércules (Quinito Valverde)
La Plebe (José Padilla)
Varietés a domicilio
- 1914

El Soldado de cuota (Pascual Marquina)
Los Traperos de Madrid (Pascual Marquina)
La Feria de Abril (Quinito Valverde)
La Gitanada (Quinito Valverde)
Serafina la rubiales (Quinito Valverde)
A ver si cuidas de Amelia (Quinito Valverde)
- 1915

El Amor es fácil (José Cabas Quiles)
El Capricho de las damas
- 1916

Los Trovadores (Rafael Calleja Gómez)
El Abanico de la Pompadour (Rafael Calleja Gómez)
La Patria de Cervantes
Serafín el Pinturero (Celestino Roig)
- 1917

El Último mosquetero
La Dama blanca
Los Patineros (Pablo Luna)
Los Postineros (Pablo Luna)
Una noche de novios (Rafael Calleja Gómez)
- 1918

La Araña azul (Rafael Calleja Gómez)
La Perla del Frontón (Rafael Calleja Gómez)
- 1919

La Flor del barrio (Rafael Calleja Gómez)